# Ibaliidae
Ibaliidae zijn een familie uit de orde van de vliesvleugeligen (Hymenoptera).